# Terpsiphone atrocaudata
Terpsiphone atrocaudata е вид птица от семейство Monarchidae. Видът е почти застрашен от изчезване.

## Разпространение
Видът е разпространен във Виетнам, Индонезия, Китай, Лаос, Малайзия, Северна Корея, Сингапур, Тайланд, Филипините, Хонконг, Южна Корея и Япония.